# たばこ総合研究センター
公益財団法人たばこ総合研究センター（たばこそうごうけんきゅうセンター）は、東京都墨田区にあり、「たばこと塩の博物館」の運営や、タバコ・喫煙と人間とのかかわりをテーマにした研究や関連書籍の出版などを行っている。日本たばこ産業（JT）との関連は強い。また、文化的側面からみた研究を主な対象としている。元財務省管轄。

## 概要
機関誌は『TASC MONTHLY』。『談』は1973年から2025年まで132号が刊行された。アルシーヴ社の編集者・佐藤真（工作舎の「遊塾」出身。かつては「INAXブックレット」も編集していた）が編集長を務め、たばこに係わらず、先鋭的な文化全般を扱った。

## 沿革
- 1972年 - 設立
- 1975年 - 財団法人となる
- 2012年 - 公益財団法人となる